# Cerje Vivodinsko
Cerje Vivodinsko is een plaats in de gemeente Ozalj in de Kroatische provincie Karlovac. De plaats telt 21 inwoners (2001).